# El Torreón (Tacoronte)
El Torreón es una entidad de población perteneciente al municipio de Tacoronte, en la isla de Tenerife —Canarias, España—.

## Geografía
Se encuentra en la zona media de Tacoronte, a unos dos kilómetros del centro municipal y a una altitud media de 578 m s. n. m.
Posee varias plazas públicas y dos gasolineras. También cuenta con varios supermercados, incluyendo un Mercadona y un Lidl, así como diversos restaurantes y comercios, entre los que se encuentra un McDonald's.
Hasta el año 2004 El Torreón formaba parte a nivel administrativo de El Cantillo.

## Demografía
| Año        | 2005 | 2010 | 2015 | 2020 |
| ---------- | ---- | ---- | ---- | ---- |
| Habitantes | 893  | 894  | 895  | 918  |

## Comunicaciones
Se llega al barrio principalmente a través de la autopista del Norte TF-5 y de la carretera general del Norte TF-152.

### Transporte público
En autobús —guagua— queda conectado mediante la siguiente línea de TITSA: 
| Línea | Trayecto                                                    | Recorrido     |
| ----- | ----------------------------------------------------------- | ------------- |
| 012   | La Laguna - El Sauzal (por zona centro de Tacoronte)        | Horario/Línea |
| 051   | Circular La Laguna - Tejina - Tacoronte - La Laguna         | Horario/Línea |
| 101   | Santa Cruz - Puerto de la Cruz (por carretera general)      | Horario/Línea |
| 102   | Santa Cruz - Aeropuerto Norte - Puerto de la Cruz (express) | Horario/Línea |